# Eccidio di Monte Sant'Angelo
L'eccidio di Monte Sant'Angelo fu una strage nazifascista compiuta il 4 maggio 1944 sul Monte Sant'Angelo, nel comune di Arcevia (AN), nella quale vennero uccisi 63 tra civili e partigiani italiani.

## Contesto storico

### Dalla fine della Prima guerra mondiale al fascismo

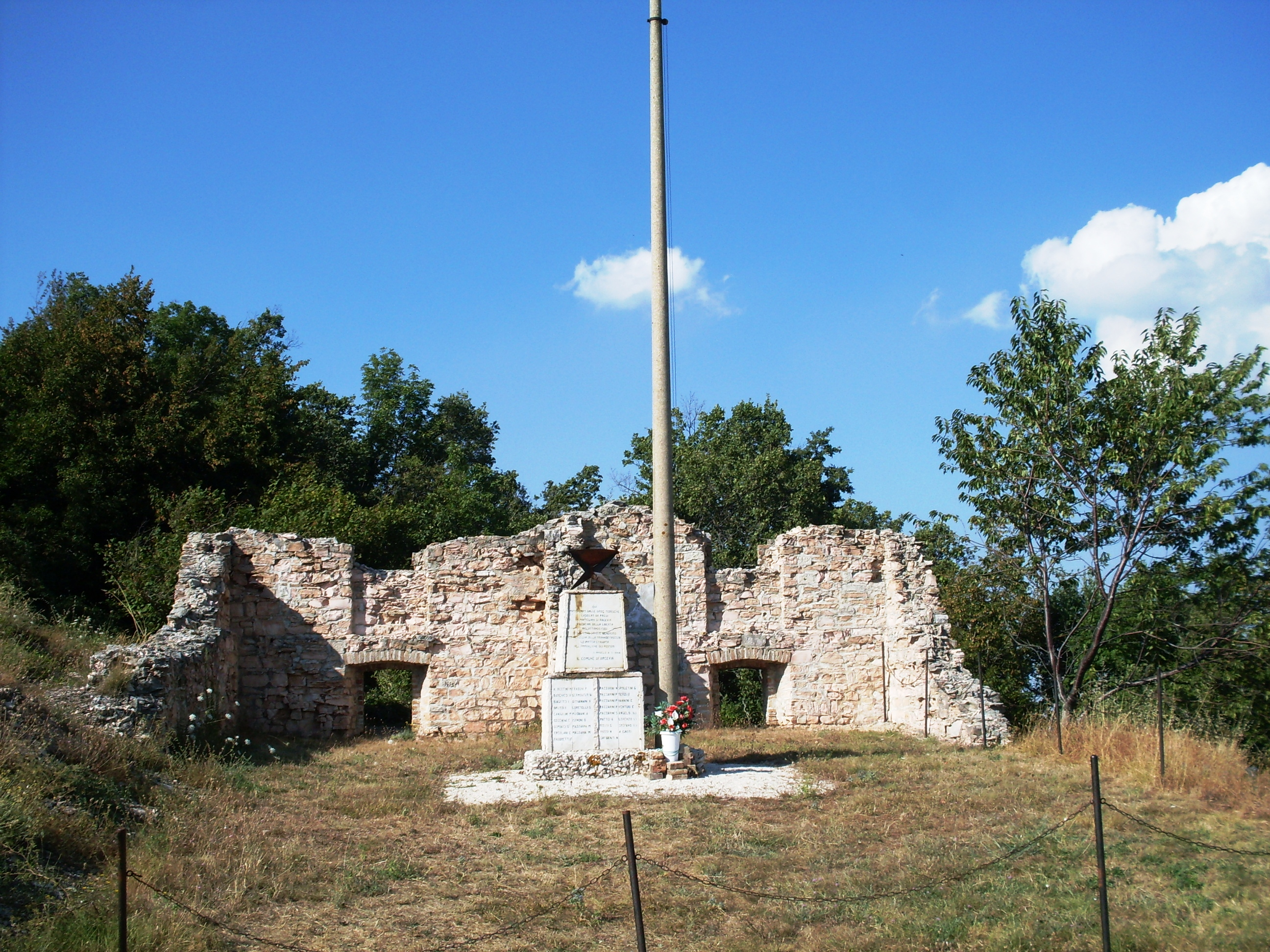
Cippo ai Caduti dell’eccidio del 4 Maggio 1944 a Monte Sant’Angelo di Arcevia.

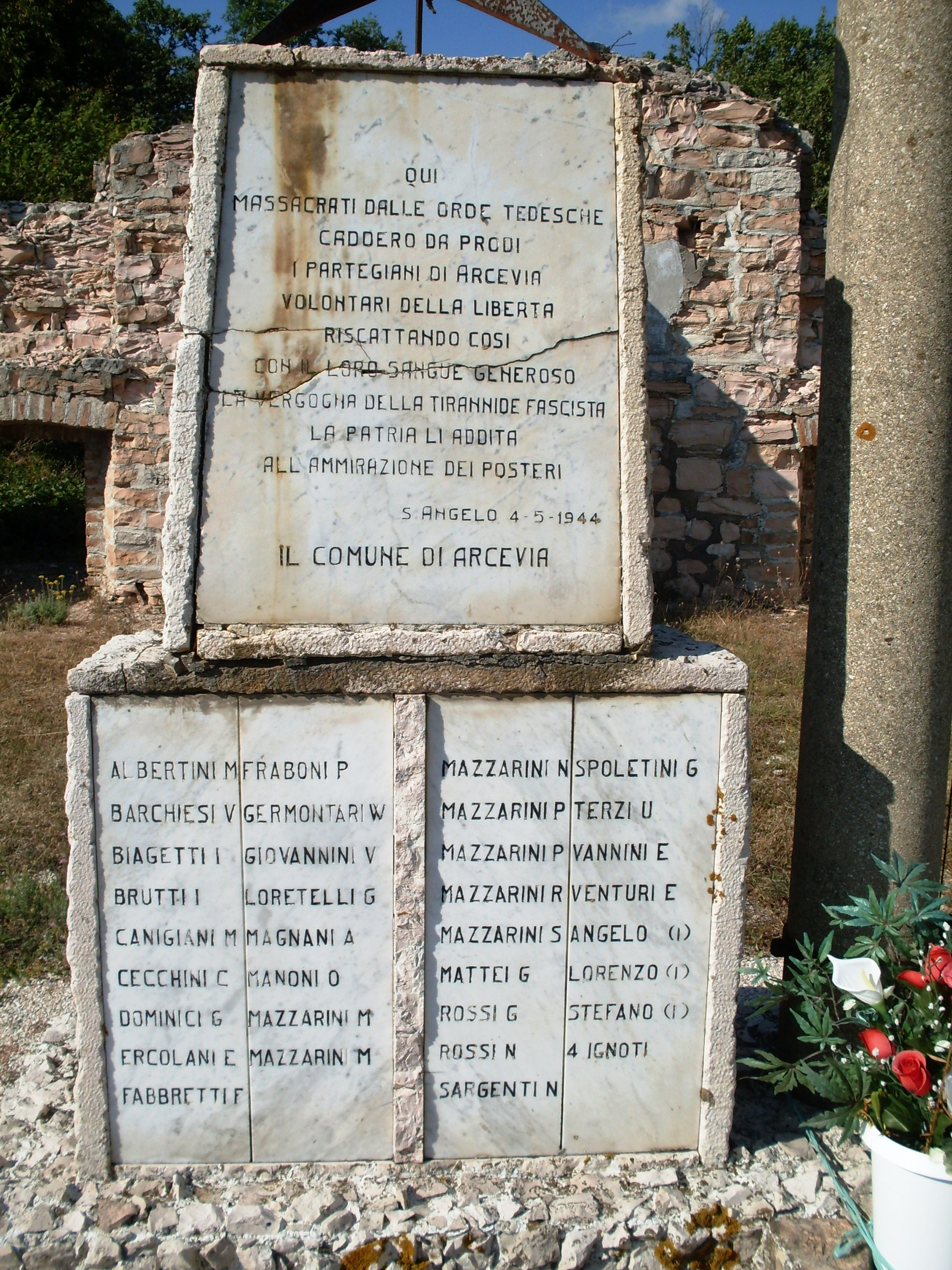
Iscrizione del cippo ai caduti a Monte Sant'Angelo.

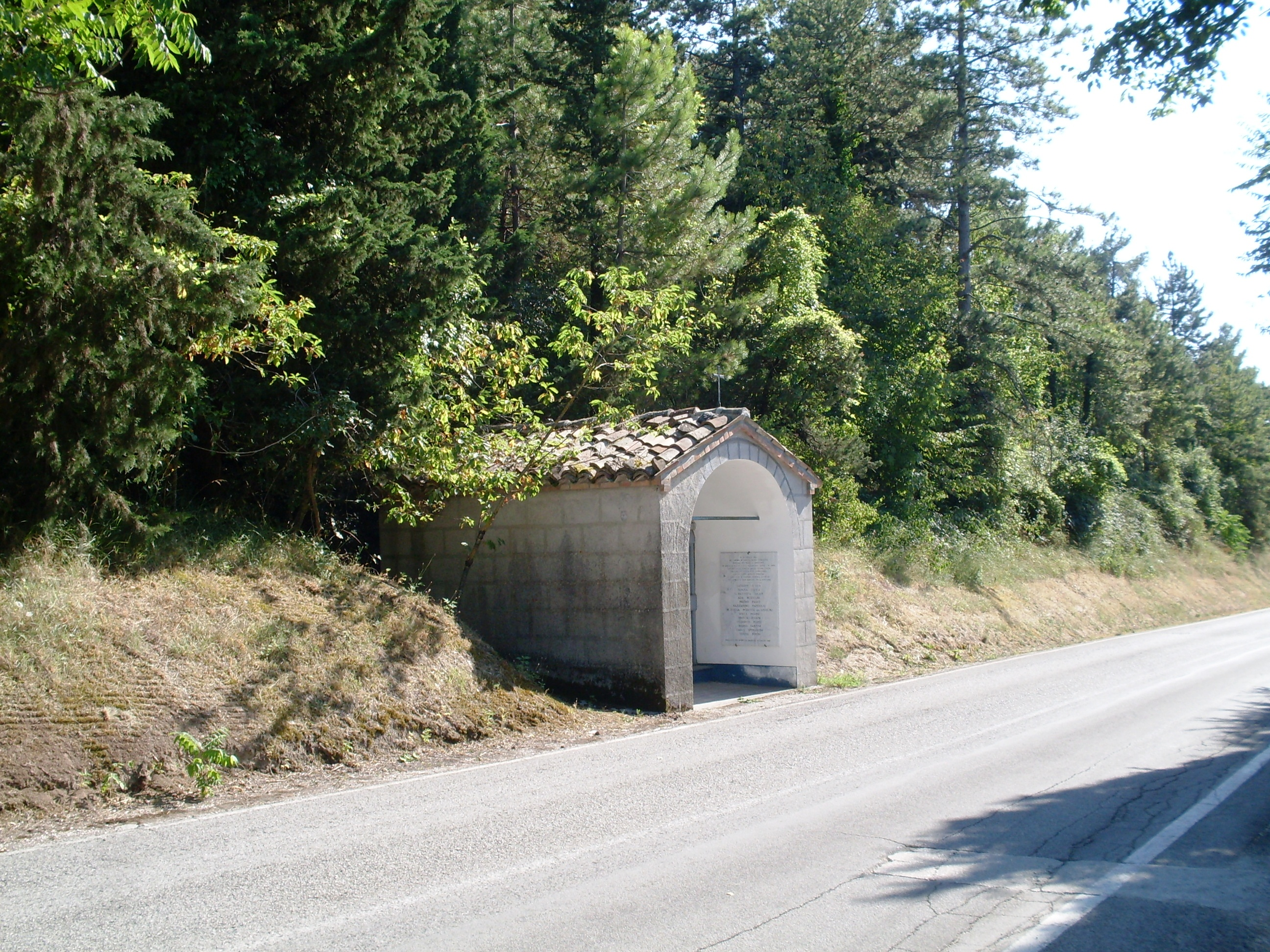
Arcevia - eccidio Madonna dei Monti 1944

Arcevia, comune dell'entroterra anconitano con un territorio di 124 km², conta 18 frazioni e sorge nell'alta valle del fiume Misa a 535 metri di altitudine sul Monte Cischiano, uno dei primi contrafforti dell'Appennino umbro-marchigiano.
La sua popolazione ha subito un forte esodo dalle campagne verso l'estero e verso le città industriali del nord, avvenuto particolarmente negli anni cinquanta e sessanta. Nel periodo 1920-1930, la popolazione del comune oscilla tra i 12 000 e i 13 000 abitanti, prevalentemente diffusi tra le case sparse in aperta campagna: dal censimento del 1921 si può apprendere che i 12 111 abitanti formavano 2089 nuclei familiari, di cui 881 insediati nei centri urbani del capoluogo e delle frazioni e 1208 in campagna.
La sua economia poggiava fondamentalmente sull'agricoltura, condotta a mezzadria e solo in piccola parte a conduzione diretta. Incrociando i dati dei censimenti e del catasto agrario, è possibile affermare che agli inizi degli anni trenta gli addetti all'agricoltura rappresentavano circa il 70% della popolazione e, tra questi, in larghissima prevalenza erano i coloni mezzadri e i braccianti. Tra i cosiddetti possidenti, in moltissimi erano proprietari di minimi appezzamenti di terreno (inferiori ai 5 ettari) e in pochi erano proprietari di estese aziende agricole (da 20 fino a oltre 100 ettari). I patti colonici in vigore, ivi comprese le numerose regalìe, non erano certo favorevoli ai mezzadri, i quali lavoravano una terra non propria bensì del padrone. Ne deriva che le condizioni di vita dei contadini durante il fascismo erano molto disagiate e che essi aspiravano a migliorare la propria situazione: la giustizia sociale era sicuramente al centro degli ideali del movimento partigiano e così è facile capire perché alcuni contadini parteciparono direttamente alla lotta e perché molti contadini aiutarono i partigiani a nascondersi e a procurarsi il cibo.
Altre attività economiche di un certo livello erano rappresentate dall'industria estrattiva della pietra e soprattutto dello zolfo nella vicina miniera di Cabernardi. Diffuso pure era l'artigianato, specie nei piccoli centri di campagna: calzolai, muratori, fabbri, sarti e falegnami. Le condizioni di vita di tutte le categorie erano di marcata indigenza infatti gran parte della popolazione era iscritta nell'elenco dei poveri. 
Tutta la campagna e molti centri abitati delle frazioni erano sprovvisti di luce elettrica, di telefono, di acquedotti e di conseguenti servizi igienici. Non migliore era la situazione scolastica e prescolastica. Nelle frazioni non esisteva la scuola materna e gli alunni della scuola dell'obbligo dopo aver percorso a piedi anche dieci chilometri di strada, potevano frequentare in strutture rimediate e spesso fatiscenti fino alla terza o al massimo la quarta classe elementare. Soltanto nel capoluogo esistevano il corso completo delle elementari, una scuola di avviamento commerciale, una scuola di arte e mestieri e una scuola materna privata. Molto diffuso pertanto era l'analfabetismo.
A fronte di questa situazione, il quadro politico-sindacale presenta, tra la fine della prima guerra mondiale e la fine delle libertà democratiche decretate dal fascismo al potere, un panorama ricco, articolato e molto animato, come testimoniano le numerose documentazioni d'archivio e le cronache del settimanale fabrianese "Il Martello". In Arcevia esistevano: la sezione del Partito Socialista Italiano e quella del Partito Repubblicano, la Lega proletaria fra mutilati, invalidi e reduci della guerra, la Lega di miglioramento tra operai, che si allarga ai contadini e alle filandaie, un Gruppo anarchico-libertario, l'Associazione contro il caro viveri. A queste si possono aggiungere la Lega tra muratori e manuali, la Lega dei fornaciai, il Circolo di Cultura Popolare e i Circoli Proletari Educativi di Palazzo, Piticchio e Ripalta. Dal giugno 1919 tutte queste associazioni avevano anche una sede fisica di riunione, elaborazione e ricreazione, denominata "Casa del Proletariato". Ingente la quantità delle iniziative consistenti in manifestazioni, comizi, stampa di manifesti, proselitismo, elaborazione di rivendicazioni e di proposte al consiglio comunale. Le ribellioni individuali contro lo sfruttamento e la disoccupazione, per migliorare le condizioni economiche e morali dei lavoratori e garantire l'esercizio dei diritti si assommavano verso una prospettiva di emancipazione collettiva, che incontra il fascino della rivoluzione sociale della Russia. L'impegno spaziava dalla necessità di riscrittura dei patti colonici alla richiesta di opere pubbliche (come l'ampliamento dell'ospedale e la costruzione di nuove scuole), con uno sguardo lungimirante alla dimensione internazionale: le sottoscrizioni per le vittime politiche interne e per la carestia in Russia dell'ottobre 1921 coinvolgono anche gli emigranti arceviesi all'estero e il 16 ottobre dello stesso anno si svolge un grande comizio di protesta contro la feroce e ingiusta condanna inflitta negli Stati Uniti a Bartolomeo Sacco e Nicola Vanzetti.
In questo clima certamente non disteso, dove operavano anche l'Associazione dei Proprietari dei Terreni, il Sindaco, i Carabinieri Reali e le Parrocchie, si inserisce la nascita del Fascio Arceviese di Combattimento, datata 13 febbraio 1921 con l'inaugurazione del gagliardetto nel successivo 21 aprile: il Fascio contava 75 iscritti e aveva sede in Corso Vittorio Emanuele, n. 6. Veramente utile per la comprensione del periodo quanto riportato in una nota alla Questura di Ancona da parte dei locali Carabinieri:"[...] L'Associazione è apolitica, ma i suoi dirigenti la orientano verso i principi d'ordine. Non presenta alcun pericolo per l'ordine pubblico, anzi lo difende da elementi bolscevichi. Non fa propaganda alcuna, però è bene organizzata, pronta a difendere le istituzioni nazionali e a sopraffare le prepotenze dei sovversivi". Dello stesso tenore interpretativo appare la nota analoga sulla costituzione della sottosezione fascista di Loretello del 10 febbraio 1923. Le condizioni della legalità si deteriorano velocemente fino all'instaurarsi della dittatura. Ma durante gli anni del fascismo ogni primo maggio una bandiera rossa spuntava sul Monte della Croce.

## La Resistenza arceviese

### Contributo della popolazione alla lotta partigiana
I cittadini di Arcevia chiamati alle armi nell'ultimo conflitto mondiale furono circa 2500. Di questi 150 non fecero ritorno, tra caduti in combattimenti nei vari fronti e dispersi. L'argomento tuttavia che si vuol trattare e documentare di questo periodo storico, è rappresentato dal contributo della gente di Arcevia alla guerra di Liberazione Nazionale che certamente rappresenta una delle pagine più gloriose della sua storia.
A seguito dello sbandamento generale dell'esercito italiano succedutosi alla dichiarazione di armistizio da parte del governo Badoglio nell'8 settembre 1943, gran parte dei militari in servizio nel territorio metropolitano fece ritorno nelle loro case, nonostante le autorità tedesche di occupazione avessero fatto affiggere dei manifesti con minacce di morte contro quanti disertassero. Molti giovani stanchi della guerra che non avevano mai condiviso nelle sue finalità e mossi dall'avversione verso gli occupanti tedeschi, preferirono raggiungere le formazioni Partigiane che intanto si andavano costituendo. Anche decine di prigionieri stranieri, soprattutto jugoslavi, fuggiti dopo l'8 settembre dal campo di internamento di Renicci, raggiunsero a piedi il nostro territorio trovando ospitalità presso alcune famiglie. Molti di questi prigionieri poi andarono a raggiungere le formazioni partigiane in montagna. Se le città di Arcevia e di Ribnica (in Slovenia) sono unite da un Patto di Amicizia, consacrato ufficialmente nel gemellaggio del 1972, si deve proprio alla lotta partigiana condotta insieme contro il comune nemico nazi-fascista e per gli stessi ideali di libertà, di giustizia sociale e di pace.
Certamente favorirono il sorgere e lo svilupparsi della lotta partigiana sia la natura montagnosa di questo territorio, cosparso principalmente di boscaglie di querce e di pino, sia soprattutto le tradizioni patriottiche e progressiste radicate nella popolazione e risalenti al primo Risorgimento e agli anni immediatamente successivi alla fine della prima grande guerra mondiale. Questi sentimenti di patriottismo e di emancipazione politica rimasero sopiti, ma non cancellati nella coscienza degli arceviesi durante il ventennio fascista. Furono proprio queste caratteristiche a determinare la piena adesione di gran parte della popolazione e, in particolare, dei contadini alla lotta per la Liberazione Nazionale.
Ben presto le case coloniche diventarono le caserme e le sedi dei comandi militari e partigiani; le stalle, i fienili e le capanne si trasformarono in dormitori; le loro povere dispense diventarono le fonti principali di sostentamento. I contadini preferirono dare quel poco che avevano ai partigiani, piuttosto che versare agli ammassi determinate quantità di derrate alimentari anche con il rischio di forti minacce per questa loro inadempienza. Per questo pieno appoggio dei contadini alla resistenza decine di case coloniche furono date alle fiamme e in molti persero la vita per aver dato alloggio ai partigiani.
Ne sono una testimonianza la famiglia colonica Mazzarini, che a Monte Sant'Angelo aveva ospitato nella sua abitazione il gruppo partigiano omonimo. La loro casa venne distrutta completamente e sette componenti della famiglia, compresa la piccola Palmina, di sei anni, vennero massacrati nel rastrellamento nazi-fascista del 4/5/1944. Si salvarono solo i quattro figli, Alderico, Anita, Chiara, Elvira a servizio presso le famiglie della zona. Altra testimonianza è data dalla famiglia contadina Romagnoli di Ripalta. Il padre Pietro ed il figlio Romolo furono fucilati dai tedeschi per aver dato ospitalità al distaccamento "Patrignani Marino" e la loro casa venne data alle fiamme. Così pure i coniugi Telari Pietro e Venanzoni Maria di Avacelli vennero fucilati e la loro casa distrutta, stessa sorte subì il mezzadro Baioni Augusto. Altre abitazioni coloniche che ospitarono i partigiani furono quelle di Romani Massimo di S. Croce e di Carbini Nazzareno di Castiglioni.
Furono sedi del comando militare partigiano la casa colonica del partigiano Petrolati Ernesto di Magnadorsa. Tra i partigiani e i suoi familiari si stabilirono rapporti di amicizia così intensi che la "Capoccia" veniva da tutti chiamata "Mamma Teresa". Altra sede fissa per le riunioni del Comando partigiano fu la casa colonica di Profili Oreste di Castiglioni. Tra il comandante di zona, Quinto Luna e lo stesso Oreste si stabilirono quegli stessi rapporti affettivi che passano fra due fratelli.
Si è voluto mettere in evidenza queste testimonianze e i profondi sentimenti di amicizia che legavano i partigiani e le famiglie dei contadini che li ospitavano per mettere in risalto il ruolo determinante svolto dai contadini nella guerra partigiana e per il suo successo. Ma tutto questo tuttavia non significa affatto che altre categorie di cittadini, come gli operai, gli artigiani, gli imprenditori, i professionisti e gli studenti, non avessero partecipato con spirito di completa dedizione e di abnegazione alla lotta partigiana. Anche le donne presero parte a questa lotta, impegnandosi particolarmente nell'importante servizio di staffetta per tenere i collegamenti tra i vari gruppi partigiani e tra questi e il comando militare di zona.
In cifre, quello che è stato il contributo di sacrifici di sangue e di danni materiali subiti da Arcevia e dalla popolazione locale nella guerra di Liberazione Nazionale:
1. Partigiani combattenti e patrioti riconosciuti dalla Commissione Regionale Marchigiana n. 446;
2. Partigiani caduti in combattimento e fucilati per rappresaglia n. 68 di cui n. 42 arceviesi;
3. Giovani di Arcevia fatti prigionieri nel rastrellamento del 4/5/1944 e condotti nel campo di concentramento di Sforzacosta (C.P. n.56) n. 70 di cui due morti nei campi di concentramento in Germania e soldati morti nei campi di concentramento in Germania n. 9;
4. Civili caduti a seguito di bombardamenti aerei, di artiglieria ed esplosioni di mine n. 18;
5. Partigiani decorati di medaglia d'argento n. 8;
6. Abitazioni incendiate per rappresaglia n. 15;
7. Perdite nemiche: caduti in combattimento e giustiziati n. 60;
8. Materiale bellico catturato al nemico: moschetti n. 62, fucili mitragliatori n. 6, mitragliatrici pesanti n. 3, pistole n. 14, munizioni varie n. 12.000;
9. Ponti distrutti n. 32.

### Attività partigiane
Questa parte della relazione è tratta dai ruolini dei comandanti e dei commissari politici partigiani, i cui testi originali sono depositati presso l'Archivio Storico dell'Istituto Regionale per la Storia del Movimento di Liberazione delle Marche e presso l'Ufficio per il Servizio Riconoscimento Qualifiche e Ricompense ai partigiani del Ministero della Difesa. Questo testo pertanto rappresenta una sintesi degli azioni di guerra più importanti, che hanno caratterizzato la lotta partigiana arceviese nel rispetto più puntuale dell'ordine cronologico dei fatti e alla luce di testimonianze dirette da parte di protagonisti partigiani ancora viventi.
Subito dopo l'8 settembre 1943 in Arcevia non tardano a sorgere i primi nuclei partigiani e a costituirsi il Comitato di Liberazione Nazionale con la partecipazione di rappresentanti dei vari partiti antifascisti allora organizzati, presieduto da un noto antifascista e perseguitato politico, Mario Zingaretti, originario di Arcevia e sfollato in quel periodo da Ancona. Le formazioni partigiane operanti nel territorio comunale in tutto il periodo della resistenza furono:
- il distaccamento "S. Angelo", comandante Avenanti Attilio (Polli) e commissario politico Renato Bramucci (Uliano);
- il distaccamento "Patrignani Marino", comandante Gino Lazzari (Leò) e commissario politico Arnaldo Giacchini (Uliano);
- il distaccamento "Alessandro Maggini", comandante Domenico Biancini (Sirio), e commissario politico Cornelio Ciurmatori (Bibì).

Inoltre nel territorio operavano i seguenti gruppi di azione patriottica:
- il G.A.P. di S. Mariano, comandante Gino Sopranzetti;
- il G.A.P. di Castiglioni, comandante Nerio Giovanetti;
- il G.A.P. di Loretello, comandante Attilio Belardinelli.

Il comando di zona era formato da Quinto Luna (Simone), da Alberto Galeazzi (Alba) e da Alfredo Spadellini (Frillo), già volontario in Spagna nelle brigate internazionali.
Le prime azioni partigiane furono dirette al recupero delle armi, all'assistenza di prigionieri stranieri, fuggiti dai campi di concentramento e degli sfollati e all'approvvigionamento di viveri per la popolazione. Il 24 dicembre 1943 divenne operativo il primo raggruppamento partigiano a Monte Sant'Angelo, composto inizialmente di 18 uomini, armati di moschetto, di fucili da caccia e di qualche bomba a mano. Il 20 gennaio 1944, il gruppo attaccò la caserma dei carabinieri e militi di Montecarotto, al solo scopo di impadronirsi delle armi ma per il rifiuto opposto dal comandante della caserma, fu aperto il fuoco e due militi rimasero uccisi; riportarono ferite anche due partigiani. Dopo questa azione il comando del gruppo "S. Angelo" passò al partigiano Domenico Biancini a causa di una malattia del comandante Attilio Avenanti.
Il 2 febbraio 1944 alcuni partigiani del gruppo "S. Angelo" si unirono alle formazioni partigiane del fabrianese per dare l'assalto ad un treno fermo nella stazione di Albacina, carico di 720 giovani, prelevati in diverse città d'Italia per essere deportati in Germania. Ne nacque una violenta sparatoria contro la scorta del treno e nel combattimento due partigiani rimasero uccisi, ma l'operazione riuscì nel suo intento di liberare quei giovani. Anzi uno di questi, Bollati Luigi di Milano, entrò poi a far parte del gruppo partigiano. Il 6 febbraio 1944 il gruppo "S. Angelo" si portò presso il deposito di armi e di equipaggiamenti vari del presidio fascista di Arcevia e si impadronì di cinque moschetti, di munizioni varie, di coperte e cappotti. Prelevò anche alcuni quintali di sale che in gran parte venne distribuito alla popolazione. Sempre in questo periodo vennero perquisite alcune abitazioni di fascisti e un deposito di armi nella stazione ferroviaria di Senigallia. Questa operazione fruttò il seguente bottino: 6 fucili mitragliatori, 60 moschetti, una mitragliatrice pesante, 3 casse di bombe a mano e di munizioni varie. Con questo materiale bellico è stato possibile armare più adeguatamente il gruppo "S. Angelo" che intanto si andava sempre più arricchendo di nuovi elementi.
Dopo due attacchi alla posizione tenuta dal gruppo "S. Angelo" da parte dei militi della Guardia Nazionale Repubblicana di stanza a Cabernardi, il 17 aprile 1944 venne assaltato il presidio fascista posto a guardia del giacimento solfifero (precedentemente di proprietà della Società Nazionale Industria Zolfi), nella vallata a ponente della contrada Case Biagio. La sorpresa e la buona conduzione portarono al pieno successo. Tutto il presidio composto in quel momento di 13 militi si arrese. La baracca che serviva da dormitorio al presidio venne bruciata; mentre un milite fascista rimasto ferito nello scontro venne ricoverato all'ospedale di Arcevia, gli altri militi furono portati al Monte Sant'Angelo dove furono tenuti prigionieri sotto stretta sorveglianza. Abbondante è stato il bottino di guerra: 4 mitra "Beretta", un fucile mitragliatore, 7 moschetti, mezza cassa di bombe a mano, una cassa di munizioni e una pistola. Nel pomeriggio dello stesso giorno circa 50 fascisti armati sopraggiunsero nella zona del Monte Sant'Angelo per attaccare il gruppo e liberare i camerati prigionieri. Allertati dalle sentinelle, i partigiani si predisposero a una pronta difesa adottando la tecnica dell'accerchiamento. Dopo un'ora e mezza di sparatoria, i fascisti si sganciarono e ripiegarono in fuga precipitosa portandosi dietro alcuni feriti; da parte partigiana non si ebbe a subire alcuna perdita.
Il 27 aprile 1944 lungo la strada Arcevia-Sassoferrato venne bloccata una pattuglia fascista a bordo di una moto "Alce". I due militi vennero fatti prigionieri e portati a Monte Sant'Angelo, venne sequestrata la moto, due mitra e una pistola. Nello stesso giorno venne catturata una spia fascista in possesso di una pistola e passata per le armi. Praticamente tutto il vasto territorio del Comune era sotto il controllo dei partigiani. Ad Arcevia e in altre località del Comune dopo oltre vent'anni si poté celebrare con canti e sventolio di bandiere la giornata del 1º maggio, festa simbolo dei lavoratori.
Questa situazione aveva così allarmato e gettato nel panico il presidio fascista di Arcevia, le autorità repubblichine e i collaboratori civili dei nazi-fascisti da indurli a richiedere rinforzi alle SS tedesche per una lezione esemplare e radicale alle forze partigiane. Correva infatti sempre più insistente la voce di un imminente rastrellamento nemico. Il comando partigiano in previsione di questo rastrellamento, impartì l'ordine al gruppo "S. Angelo" di dividersi in gruppi e di portarsi in tre direzioni diverse; uno in località San Donnino di Genga, un altro in località Avacelli di Arcevia e il terzo in località Colonnetta di Serra de' Conti. A Monte Sant'Angelo dovevano rimanere soltanto pochi partigiani a bada dei prigionieri fascisti, pronti a fuggire alle prime avvisaglie dell'azione nemica.
Ma un fatto sconcertante si verificò nella tarda serata del 3 maggio 1944. Una formazione partigiana, proveniente da Vaccarile di Ostra al comando di Manoni Onelio, già brigadiere dei carabinieri, nell'ambito di una riorganizzazione di tutte le forze partigiane locali doveva raggiungere San Donnino, ma giunta in camion a Montefortino decise di fermarsi al Monte Sant'Angelo, dove si unì a quei pochi partigiani, rimasti a guardia dei prigionieri fascisti e, per la stanchezza dello spostamento, decise di pernottare nella casa colonica. Alle prime luci dell'alba del 4 maggio 1944 circa duemila soldati tedeschi e fascisti con autoblinde, cannoni, mortai e lanciafiamme hanno dato l'assalto al Monte Sant'Angelo. Nei pressi della casa colonica si accese una cruenta ed impari battaglia tra le soverchianti forze nemiche ed i pochi partigiani che spararono fino all'ultimo colpo. Soltanto alcuni partigiani riuscirono a rompere l'accerchiamento e a mettersi in salvo; tutti gli altri, compresi sette componenti della famiglia Mazzarini e tre partigiani jugoslavi persero la vita nel combattimento. Nemmeno la piccola Palmina, stretta tra le braccia della mamma, venne risparmiata dalla furia nazi-fascista. Nella furia della battaglia morirono anche i due militi disertori, già in servizio nel paese Cabernardi, che il precedente mese di aprile si erano consegnati ai partigiani muniti del loro armamento. Infatti, tra i resti bruciacchiati nella cascina Mazzarini, furono rinvenuti i quattro scarponi da loro calzati.
Dopo aver portato a termine il massacro a Monte Sant'Angelo, i nazi-fascisti si portarono a Montefortino, dando la caccia al partigiano di casa in casa. Vennero presi undici partigiani, i quali, dopo essere stati denunciati, punzecchiati con le baionette, torturati ed alcuni anche evirati, vennero fucilati e i loro corpi gettati in un fosso. Altri sette partigiani, fatti prigionieri in varie località del territorio comunale furono portati sotto le mura di San Rocco di Arcevia e alla presenza della cittadinanza, costretta ad assistere, vennero fucilati.
Nei giorni successivi vennero fatti prigionieri altri settanta giovani arceviesi e condotti nel campo di concentramento di Sforzacosta (Macerata). Molti di questi riuscirono a fuggire, ma gli altri vennero condotti nei campi di concentramento in Germania. Due di loro: Carboni Luigi e Santini Giorgio morirono nei lager nazisti.
Atti di vero eroismo accompagnarono queste tragiche vicende. Una filandaia Armanda Grandini, dall'alto del finestrone della vecchia filanda, posta sopra le mura di San Rocco, lanciò forte il grido di "assassini" in direzione del plotone di esecuzione. Il partigiano Marino Patrignani, prima di venire fucilato, si cavò le scarpe e le scagliò contro il plotone di esecuzione, gridando: "Viva l'Italia libera". Il partigiano Eraclio Cappannini, prima di salire sul camion che lo avrebbe trasportato nel luogo dell'esecuzione, raccolse per terra un pezzo di carta, dove scrisse una lettera commovente ai propri genitori. Remo Latini nell'imminenza della fucilazione, al confessore Don Filippo Neri, ebbe a dichiarare: "Perdono tutti anche i miei carnefici". Questo giovane raggiunse le formazioni partigiane per non seguire il padre nella sua attività di ladruncolo di polli. È stato poi il padre stesso a segnalarlo e a farlo catturare dai fascisti.
L'analisi storica della documentazione disponibile e delle testimonianze può ricondurre il tragico evento all'interno di questa interpretazione: da una parte la sicurezza delle forze partigiane nel controllo del territorio (cui ad esempio doveva sottostare anche il commissario prefettizio), dall'altra la sottovalutazione del pericolo costituito dall'azione dell'esercito tedesco in ritirata dal sud delle Marche, che, coadiuvato dai più tenaci sostenitori del regime, tendeva a fare terra bruciata alle sue spalle.
I rastrellamenti nazi-fascisti causarono nell'animo dei partigiani un senso profondo di sgomento e di amarezza per la perdita di tanti compagni di lotta, ma non certamente la disperazione ed il cedimento; anzi una grande volontà di continuare la lotta fino in fondo. Infatti il 17 maggio 1944 tutti i partigiani superstiti si portarono nella macchia di Fugiano, posta tra Castiglioni e Avacelli e lì, assieme ai comandanti di zona, si decise di dar vita a due nuove formazioni partigiane: al distaccamento "Patrignani" e la distaccamento "Maggini".
La guerriglia così riprese ben presto con maggiore slancio, con più rapidità di movimenti e con più efficacia di colpi inferti al nemico. Della ripresa della lotta partigiana lo testimonia un documento segreto dell'esercito tedesco trovato addosso ad un militare, ucciso in combattimento dai partigiani del Montefeltro (Urbino). In questo documento la strada principale che dalla costa conduce in Arcevia viene indicata con una linea rossa continua da percorrersi solo con la scorta armata. Il 25 maggio 1944 il distaccamento Maggini lungo la strada rotabile Montale-Barbara bloccò una corriera che trasportava dei giovani rastrellati che vennero liberati e il milite che li accompagnava, padre di sei figli, venne disarmato e lasciato libero. Il 30 maggio 1944 i due distaccamenti, il "Maggini" e il "Patrignani" con i G.A.P. di Castiglioni occuparono Serra de' Conti. Vennero disarmati i carabinieri della stazione; venne passata per le mani una spia fascista e venne fatto saltare un ponte di quattro arcate in località Piana lungo la strada rotabile Serra de' Conti-Senigallia. Il 1° giugno il distaccamento "Patrignani" nei pressi di Montale fermò il famigerato signore della milizia, Vito Cappellini di Fano, che transitava a bordo della sua macchina e venne passato per le armi. Il 3 giugno in località Colonnetta, i partigiani del "Patrignani", aprirono il fuoco contro il commissario di Arcevia Giorgetti, e la sua scorta. Ma a causa dell'inceppamento del fucile mitragliatore il Giorgetti riuscì a portarsi fuori tiro e a salvarsi, ma i quattro militi della sua scorta rimasero sul terreno. Dopo alcuni giorni venne ucciso per rappresaglia il partigiano Baldetti Cesare. Il 5 giugno i partigiani dei due distaccamenti occuparono il Comune di Genga; vennero interrotte le comunicazioni telegrafiche e telefoniche e nei pressi della stazione ferroviaria venne aperto il fuoco contro una macchina con a bordo due soldati tedeschi, di cui uno venne ucciso e l'altro ferito gravemente. Nell'operazione vennero sottratti un parabellum e due pistole.
Nei giorni successivi furono fatti saltare con la dinamite diversi ponti stradali per rendere più difficile gli spostamenti e il ripiegamento del nemico lungo le rotabili Arcevia-Jesi, Arcevia-Senigallia, Arcevia-Serra San Quirico, Arcevia-Fabriano, Arcevia-Pergola.
Il 10 giugno il distaccamento "Patrignani", avvertito da una staffetta sul passaggio del nemico, si mise all'inseguimento delle truppe tedesche in ritirata lungo la strada Ripalta-Castelleone di Suasa, ma per il sopraggiungere della notte e nella impossibilità di stabilire il contatto con il nemico, venne deciso di sospendere l'inseguimento. Nella via del ritorno al cigolare di un carro e al rumore degli zoccoli di un cavallo venne aperto il fuoco. Dalla sparatoria che ne seguì, due soldati tedeschi rimasero uccisi, ma il cavallo si salvò senza riportare nemmeno una scalfittura. Questo fatto strano è potuto accadere perché il cavallo ai primi spari fece marcia indietro e ritornò nella sua stalla dalla quale qualche ora prima era stato prelevato dai due soldati tedeschi che ora giacevano morti nel carretto.
Il 12 e il 13 giugno il distaccamento "Maggini" occupò il capoluogo di Barbara e di Castelleone di Suasa. Dopo aver tagliato i cavi telefonici vennero disarmati i carabinieri e si fece il seguente bottino: 8 moschetti, 20 caricatori e diverse bombe a mano. Il 15 giugno gli uomini del distaccamento "Maggini" si portarono nella miniera di Cabernardi, disarmarono i militi di quella stazione e dal deposito asportarono un notevole quantitativo di esplosivo. Il 22 giugno il sergente Aldo Mantovani (della 52ª compagnia di ordine pubblico di Rovigo, di stanza a Cabernardi) veniva mortalmente mitragliato, da una pattuglia partigiana, mentre attraversava a piedi un terreno agricolo in contrada Felcine, tornando dalla miniera Sniz a levante di Camarano e Caparucci.
Il 23 giugno i partigiani dei due distaccamenti in un'azione combinata appostati su due alture diverse, aprirono il fuoco contro una colonna tedesca ippo-trainata in ritirata. La battaglia si protrasse per circa mezz'ora con il seguente risultato: otto soldati tedeschi e due cavalli uccisi, altri feriti; molto materiale bellico andato distrutto o irrecuperabile per il rovesciamento di un carro lungo un burrone. Da parte partigiana andò perduto un fucile mitragliatore, fatto saltare dallo scoppio di una bomba. Il 25 giugno i due distaccamenti in collaborazione con il G.A.P. di Castiglioni nei pressi della località "Croce del Moro", tesero un'imboscata ad un reparto tedesco a cavallo in ritirata. Nella sparatoria che ne seguì i tedeschi persero quattro cavalli e abbandonarono un cannone da 149 prolungato, reso poi inservibile per l'impossibilità di trasportarlo.
Il 2 luglio i partigiani del distaccamento "Patrignani" aprirono il fuoco contro una moto carrozzina con tre tedeschi a bordo lungo la strada Arcevia-Conce. I tre tedeschi rimasero uccisi e venne fatto il seguente bottino: due parabellum e una pistola. Nella notte tra il 13 e il 14 luglio 1944 il distaccamento "Patrignani" in collaborazione con il G.A.P. di San Mariano occupò il capoluogo di Arcevia bloccando tutte le strade di accesso. Su indicazione del comando militare di zona e del CLN prelevarono dalle loro case tredici persone accusate di spionaggio a favore dei tedeschi, e in località "Madonna dei Monti", dopo un processo sommario furono passate per le armi. Il fronte alleato avanzava verso nord, ma la guerra continuava.
Nel pomeriggio del 14 luglio due tedeschi in motocicletta vengono intercettati sulla strada Montefortino-Palazzo intenti al sequestro di generi alimentari in possesso dei civili: vengono attaccati e disarmati. Il materiale loro sequestrato venne restituito ai legittimi proprietari. Le rivoltelle e la motocicletta vennero messe a disposizione degli uomini del distaccamento Sant'Angelo. Il 29 luglio del 1944 i tedeschi in fase di ritirata con pezzi di artiglieria piazzati lungo la Collina di Piticchio cannoneggiarono la frazione di Castiglioni, causando cinque morti e diversi feriti. Il 30 luglio sempre nella Collina di Piticchio un contadino uccise un soldato tedesco, responsabile di aver stuprato una donna. Per rappresaglia oltre cento ostaggi tra anziani, donne e bambini vennero racchiusi in una capanna e minacciati di morte, se entro ventiquattro ore non si fosse presentato il responsabile dell'uccisione del soltanto tedesco. Fortunatamente questa carneficina non ebbe più luogo perché l'artiglieria degli alleati che avevano già liberato Montecarotto, su segnalazione dei partigiani iniziarono a cannoneggiare le posizioni, dove erano accampati i tedeschi, costringendoli a darsi alla fuga.
La Liberazione era vicina: d'ordine del Comando tedesco, in due note del Comune datate 21 luglio e 1º agosto si intima a tutti i possessori di autovetture, autocarri, motociclette, biciclette, pneumatici, benzina, benzolo e olio lubrificante di consegnare immediatamente tali materiali. Gli avvisi concludono minacciosamente che "tutti coloro che, a seguito di perquisizione domiciliare, verranno trovati in possesso di detti materiali saranno passati per le armi". Il 9 agosto infine, quando già il capoluogo di Arcevia era stato liberato dalla Brigata Maiella, da reparti della Nembo e dalle truppe polacche, in località Ripalta di Arcevia un contadino, Cecchini Cesare, nonno dell'ex vescovo di Fano, venne ucciso dai tedeschi, perché responsabile di aver indicato alle truppe alleate la posizione delle mine, messe nel campo, che lui lavorava. La collaborazione dei partigiani con gli alleati si manifestò anche con lo sminamento delle strade non appena i tedeschi si ritiravano dalle postazioni e con l'indicazione precisa dei luoghi del ripiegamento tedesco al fine di bombardamenti tempestivi e mirati.
Con la liberazione di Arcevia, avvenuta precisamente il 5 agosto 1944, non ebbe termine il contributo della sua gente alla lotta di Liberazione Nazionale. Molti partigiani arceviesi decisero di continuare a combattere fino alla completa liberazione della Patria, arruolandosi nei reparti del ricostituito esercito italiano (CIL) e in particolare nella Brigata Maiella che aveva partecipato alla liberazione di Arcevia. Il 20 agosto del 1944 si costituì il plotone "S. Angelo" nel ricordo dei martiri arceviesi. Questo plotone prese parte a tutte le battaglie che contraddistinsero per coraggio e per eroismo la Brigata Maiella: dalla liberazione di Pesaro avvenuta il 2 settembre 1944 alla liberazione di Castel S. Pietro (Bologna) avvenuta il 21 aprile 1945. Altri due partigiani che avevano combattuto nelle nostre formazioni, trovarono la morte nelle battaglie della Brigata Maiella: Luciano La Marca e Franco Lalia.
La Brigata Maiella si sciolse il 15 luglio 1945 e con il suo scioglimento ebbe termine il contributo di Arcevia alla lotta di Liberazione Nazionale: il comandante del plotone Sant'Angelo ricevette per l'intero suo gruppo di patrioti due attestati ufficiali di stima ed elogio da parte del Comandante la 3ª Compagnia della Brigata Maiella.

## Dalla Liberazione alla Costituzione
È del 12 agosto 1944 l'ultima notizia di guerra nel territorio arceviese e riguarda la zona di Nidastore, posta all'estremo nord del comune. I tedeschi in ritirata sparano gli ultimi e furiosi colpi di artiglieria, colpendo anche l'ambulatorio medico e l'asilo infantile dell'Istituzione "Uomini di Nidastore": nel frattempo giunge notizia che un giovane contadino era stato gravemente colpito dall'esplosione di una mina che gli aveva maciullato una gamba. Incuranti di ogni pericolo, due suore, suor Francesca e suor Giustina, partono per prestare soccorso e percorrono circa due chilometri tra gli scoppi di ben 45 granate: nonostante ciò e opponendosi anche a una pattuglia tedesca che tentava di fermarle riescono a compiere la loro generosa missione.
La ripresa della normalità della vita quotidiana riguarda anche il lavoro dei contadini e dei minatori. La trebbiatura del grano nell'estate del 1944 costituiva un vero pensiero per i contadini della zona. Già la mietitura non era stata agevole sia per lo sfaldarsi dei nuclei familiari, sia per l'inclemenza del tempo, sia per il passaggio degli eserciti accompagnato sempre da inevitabili ruberie e distruzioni. Oltre a queste difficoltà concrete i contadini temevano che una volta trebbiato il grano esso potesse diventare facile preda delle requisizioni tedesche e allora si era preferito rinviare la trebbiatura a dopo la ritirata tedesca. Parallelamente mentre i comandanti partigiani, per salvare il grano, premevano perché le trebbiatrici non uscissero dai magazzini e non si presentassero sulle aie, il Prefetto di Ancona di contro sollecitava i commissari prefettizi e i comandi di presidio della GNR a vigilare perché tutti i possessori di trebbiatrici provvedessero in tempi brevissimi a renderle efficienti per la trebbiatura e a dichiararne la loro localizzazione. Subito dopo la Liberazione, in molte zone anche a settembre, i contadini riuscirono a trebbiare. Il carburante per queste lavori venne fornito dall'esercito alleato. Le preoccupazioni per la bontà del raccolto furono smentite dai fatti: nonostante il ritardo e le piogge la produzione fu abbondante e di buona qualità.
Nel settembre del 1944 riprendeva l'attività della miniera di zolfo di Cabernardi, dopo la distruzione parziale degli impianti provocata dai tedeschi, non senza tensioni perché viene negato il lavoro a molti minatori colpevoli di non aver risposto alla chiamata alle armi. Dopo vent'anni di dittatura fascista ci fu una manifestazione di protesta, la prima di una serie che sarebbe stata molto lunga. Una cinquantina di minatori rimasti senza lavoro prese d'assedio i locali della Direzione dove si era asserragliato il direttore, l'ingegner Zamboni, riuscendo rapidamente ad essere riassunti in miniera. La ripresa fu molto graduale e si ritornò alla normalità solo all'inizio di agosto 1945 dopo la ricostruzione di tutti gli impianti esterni e l'ultimazione della linea elettrica che alimentava la miniera. La produzione del 1945 fu conseguentemente molto bassa, arrivando a fondere appena 5000 tonnellate di zolfo tra Cabernardi e Percozzone. Solo nel 1946 nel clima della piena ricostruzione che stava attraversando l'intero paese, la miniera di Cabernardi ritornò alla sua normalità produttiva.
Il giorno stesso della Liberazione del capoluogo di Arcevia, il capo del Comune, Giuseppe Severini, in un manifesto rivolto alla popolazione così comunica la sua nomina: "[...] Avvenuta la Liberazione del nostro comune da parte delle vittoriose truppe alleate, con il consenso delle competenti autorità militari di occupazione, assumo, quale membro del comitato nazionale di liberazione, la carica e le funzioni di capo del comune [...]". Successivamente, nominati dal prefetto, in qualità di massima autorità amministrativa territoriale, saranno nominati i sindaci Giuseppe Terni dal 16 dicembre 1944 e Amedeo Pianelli dall'11 marzo 1945.
Finalmente si ristabilirono le regole della democrazia rappresentativa, con i partiti che potevano riprendere a svolgere senza divieti la propria attività. Il 18 marzo 1946 si svolsero le elezioni comunali con - per la prima volta in Italia - il sistema del suffragio universale, cioè con il diritto di voto a tutti i cittadini maggiorenni maschi e femmine. In Arcevia risultò vincitrice la lista che comprendeva quei partiti - comunisti, socialisti, repubblicani e altri minori - che si dichiaravano apertamente favorevoli alla repubblica: la campagna elettorale si svolse in un clima molto appassionato e con grande partecipazione di cittadini ai comizi e alle varie riunioni di partito. Su 7788 iscritti andarono a votare in 6561: adottando il sistema maggioritario, la lista cosiddetta "socialcomunista" ottenne 4476 voti e 24 consiglieri (Francolini Leone, Pianelli Amedeo, Giorgi Giulio, Giovannetti Sesto, Cenci Luigi, Antonelli Armando, Boria Achille, Olivi Amilcare, Silvi Gherardo e Angelelli Livio per il Partito Socialista; Ceccarelli Ruggero per il Partito Demolaburista; Ginesi Attilio per il Partito Repubblicano; Montanari Quinto, Avenanti Attilio, Bomprezzi Sabatino, Petrolati Ernesto, Agostinelli Vinnico, Quattrini Vincenzo, Landi Primo, Giacchini Arnaldo, Rossi Torindo, Mancinelli Dante, Paolinelli Angelo e Casoli Giovanni per il Partito Comunista), la lista democristiana ottenne 1673 voti e 6 consiglieri (Simoncelli Giuseppe, Banci Tito, Villani Ezio, Meschini Dante, Armezzani Carlo e Pencarelli Angelo). Il 7 aprile 1946 si riunisce il primo consiglio comunale eletto democraticamente dopo la fine del fascismo: il socialista Leone Francolini con 21 voti diventa Sindaco; la Giunta risulta composta da cinque assessori effettivi (Arnaldo Giacchini, Attilio Avenanti, Torindo Rossi per il partito comunista, Attilio Ginesi per il partito repubblicano e Amedeo Pianelli per il partito socialista) e due assessori supplenti (Vinnico Agostinelli del PCI e Sesto Giovannetti del PSI).
Il 2 giugno 1946 si svolse il referendum per scegliere fra monarchia e repubblica la forma istituzionale dello Stato e le elezioni per scegliere i componenti dell'Assemblea Costituente, che avrebbero dovuto elaborare il testo della Costituzione, che entrerà in vigore il 1º gennaio 1948. In Arcevia il risultato del referendum sulla forma istituzionale fu il seguente:
- Voti validi alla Repubblica: 5342, pari all'81%;
- Voti validi alla Monarchia: 1291, pari al 19%.

Su un totale di 7202 votanti (pari ad una elevatissima affluenza alle urne del 94% degli elettori) si registrarono anche: 479 schede bianche, 88 schede nulle e 2 voti contestati e non attribuiti alla Monarchia. Questo risultato per la Repubblica fu molto al di sopra e del risultato regionale (+ 10%) e del risultato nazionale (+26%). La percentuale più alta dei voti favorevoli alla Repubblica fu espressa nel seggio n. 7 di Costa dove raggiunse il 90% (fu proprio nel territorio di Costa che si svolse l'eccidio del Monte Sant'Angelo).
In Arcevia il risultato delle elezioni dei deputati all'Assemblea Costituente fu il seguente:
- Elettori: 7697
- Votanti: 7202, pari al 94%
- Voti validi attribuiti: 6469
- Schede bianche: 383
- Schede nulle: 342
- Voti contestati e non attribuiti: 8
- Partito Comunista: 3092 (47,8%)
- Unione Democratica Nazionale: 121 (1,9%)
- Partito Repubblicano: 347 (5,4%)
- Partito d'Azione: 59 (0,9%)
- Unione Democratica Indipendente: 103 (1,6%)
- Partito Socialista: 1264 (19,5%)
- Fronte dell'Uomo Qualunque: 274 (4,2%)
- Partito Democratico Cristiano: 1209 (18,7%)

## Elenco dei Caduti

### Caduti a Monte Sant'Angelo
- Albertini Mario
- Barchiesi Vittorio
- Biagetti Italo
- Brutti Igino
- Canigiani Michele
- Dominici Giulio
- Ercolani Elio
- Fabbretti Ferris
- Fraboni Primo
- Germontari Walter
- Giovannini Vincenzo
- Latieri Giuseppe
- Loretelli Giuseppe
- Magnani Americo
- Manoni Onelio
- Mazzarini Maria
- Mazzarini Marino
- Mazzarini Nello
- Mazzarini Palmira
- Mazzarini Pietro
- Mazzarini Cecchini Rosa
- Mazzarini Santa
- Mattei Giuseppe
- Rossi Giuseppe
- Rossi Nazzareno
- Sargenti Nazzareno
- Spoletini Gino
- Terzi Umberto
- Vannini Edgardo
- Venturi Elio
- Juraga Francesco (Frane) Jugoslavo
- Juraga Stefano (Stipe) Jugoslavo
- Martinovic Lorenzo (Lovro) Jugoslavo
- Angelo (di Campobasso)

### Fucilati a Montefortino
- Biagioli Eugenio
- Bianchetti Tommaso
- Bordi Luigi
- Bordi Mario
- Bramucci Primo
- Bussoletti Adelmo
- Esposto Gasparetti Domenico
- Lenci Giuseppe
- Mancini Giulio
- Silvi Andrea
- Terzoni Mario

### Fucilati in Arcevia
- Capannini Eraclio
- Latieri Giuseppe
- Latini Remo
- Milletti Giuseppe
- Morici Palmarino
- Patrignani Marino
- Scipioni Dealdo

### Fucilati per rappresaglia
- Baioni Augusto
- Baldetti Cesare
- Bonvini Aldo
- Cecchini Cesare
- Romagnoli Pietro
- Romagnoli Romolo
- Telari Venanzoni Annamaria
- Telari Pietro
- Venanzoni Enrico

### Partigiani del XV Plotone Sant'Angelo nella Brigata Maiella
- Lalia Franco
- La Marca Luciano

### Deportati nei campi di concentramento in Germania
- Carboni Luigi
- Santini Giorgio, figlio di Mario Santini
- Romani Gualtiero

### Caduti per cause diverse
- Banci Silvio, deceduto per l'esplosione di una mina
- Emma Latini in Ercolani, deceduta per l'esplosione di una mina
- Firsova Tamara, russa, deceduta per malattia

### Caduti nella notte del 14 luglio 1944
- Maria Teresa Podesà, anni 63
- Anita Poiani, anni 53
- Teresa Togni, anni 51
- Bianca Poiani, anni 45
- Ada Moriconi, anni 35
- Nunzia D'Oca, anni 25
- Pietro Paggi, anni 77
- Nazareno Pandolfi, anni 73
- Giuseppe d'Oca, anni 64
- Mario Santini, anni 61
- Carlo Speranzini, anni 55
- Federico Romei, anni 50
- Giovambattista Ielapi, anni 29